# 5115 Frimout
5115 Frimout (1988 CD4) là một tiểu hành tinh vành đai chính được phát hiện ngày 13 tháng 2 năm 1988 bởi Elst, E. W. ở La Silla. Nó được đặt theo tên Dirk Frimout, the first Belgian in space.